# Henry Patten
Henry Patten, né le 6 mai 1996 à Colchester, est un joueur de tennis britannique, professionnel depuis 2020.
En 2024, il remporte le tournoi de Wimbledon en double messieurs avec le Finlandais Harri Heliövaara.
En 2025, il gagne l'Open d'Australie toujours avec le Finlandais.

## Carrière
Henry Patten fréquente les rangs de l'université de Caroline du Nord à Asheville entre 2015 et 2019 et complète son cursus en Anglererre à l'université de Durham où il étudie la finance. Il remporte son unique tournoi Futures en simple à Fayetteville en novembre 2021. Il dispute deux finales en 2022 puis atteint son meilleur classement après sa qualification pour le Challenger de Cary, ce qui reste sa dernière apparition dans un tournoi en simple.
Il se distingue particulièrement en double en 2022 en remportant pas moins de dix tournois Challenger associé à Julian Cash, constituant un record sur une saison. Après cinq succès au niveau ITF, il s'impose début juin à Surbiton et deux semaines plus tard à Ilkley. Avec 16 titres glanés dans la discipline, il gagne plus de 700 places en une saison. En 2023, il atteint la finale du tournoi ATP de Houston, toujours avec Cash.
En 2024, il remporte son premier titre ATP en double à Marrakech avec le Finlandais Harri Heliövaara puis un second à Lyon. En juillet, ils remportent le tournoi de Wimbledon en battant en finale les Australiens Max Purcell et Jordan Thompson.
Le binôme remporte Open d'Australie 2025.

## Palmarès

### Titres en double messieurs
| No | Date       | Nom et lieu du tournoi              | Catégorie | Dotation       | Surface      | Partenaire       | Finalistes                      | Score             |          |
| -- | ---------- | ----------------------------------- | --------- | -------------- | ------------ | ---------------- | ------------------------------- | ----------------- | -------- |
| 1  | 01-04-2024 | Grand-Prix Hassan II Marrakech      | ATP 250   | 579 320 €      | Terre (ext.) | Harri Heliövaara | Alexander Erler Lucas Miedler   | 3-6, 6-4, [10-4]  | Parcours |
| 2  | 19-05-2024 | Open Parc Auvergne-Rhône-Alpes Lyon | ATP 250   | 579 320 €      | Terre (ext.) | Harri Heliövaara | Yuki Bhambri Albano Olivetti    | 3-6, 7-64, [10-8] | Parcours |
| 3  | 03-07-2024 | The Championships Wimbledon         | G. Chelem | 20 747 000 £   | Gazon (ext.) | Harri Heliövaara | Max Purcell Jordan Thompson     | 67-7, 7-68, 7-69  | Parcours |
| 4  | 14-10-2024 | BNP Paribas Nordic Open Stockholm   | ATP 250   | 690 135 €      | Dur (int.)   | Harri Heliövaara | Petr Nouza Patrik Rikl          | 7-5, 6-3          | Parcours |
| 5  | 12-01-2025 | Australian Open Melbourne           | G. Chelem | 43 250 000 AU$ | Dur (ext.)   | Harri Heliövaara | Simone Bolelli Andrea Vavassori | 616-7, 7-65, 6-3  | Parcours |

### Finales en double messieurs
| No | Date       | Nom et lieu du tournoi                                       | Catégorie | Dotation    | Surface      | Vainqueurs                      | Partenaire       | Score              |          |
| -- | ---------- | ------------------------------------------------------------ | --------- | ----------- | ------------ | ------------------------------- | ---------------- | ------------------ | -------- |
| 1  | 03-04-2023 | Fayez Sarofim & Co. US Men's Clay Court Championship Houston | ATP 250   | 642 735 $   | Terre (ext.) | Max Purcell Jordan Thompson     | Julian Cash      | 4-6, 6-4, [10-5]   | Parcours |
| 2  | 15-04-2024 | Tiriac Open Bucarest                                         | ATP 250   | 579 320 €   | Terre (ext.) | Sadio Doumbia Fabien Reboul     | Harri Heliövaara | 6-3, 7-5           | Parcours |
| 3  | 26-09-2024 | China Open Pékin                                             | ATP 500   | 3 720 165 $ | Dur (ext.)   | Simone Bolelli Andrea Vavassori | Harri Heliövaara | 4-6, 6-3, [10-5]   | Parcours |
| 4  | 24-02-2025 | Dubai Duty Free Tennis Championships Dubaï                   | ATP 500   | 3 237 670 $ | Dur (ext.)   | Yuki Bhambri Alexei Popyrin     | Harri Heliövaara | 3-6, 7-612, [10-8] | Parcours |

## Parcours dans les tournois duGrand Chelem

### En double messieurs
| Année | Open d'Australie                                                                 | Open d'Australie                                                               | Internationaux de France | Internationaux de France | Wimbledon                                                                         | Wimbledon | US Open | US Open |
| ----- | -------------------------------------------------------------------------------- | ------------------------------------------------------------------------------ | ------------------------ | ------------------------ | --------------------------------------------------------------------------------- | --------- | ------- | ------- |
| 2022  | —                                                                                | —                                                                              | —                        | —                        | 1er tour (1/32) J. Cash \|\| style="text-align:left;" \| S. González A. Molteni   | —         | —       |         |
| 2023  | 2e tour (1/16) J. Cash \|\| style="text-align:left;" \| R. Haase M. Middelkoop   | 1er tour (1/32) J. Cash \|\| style="text-align:left;" \| M. Purcell B. Shelton | —                        | —                        | 1/8 de finale J. Cash \|\| style="text-align:left;" \| R. Bopanna M. Ebden        |           |         |         |
| 2024  | 2e tour (1/16) F. Cabral \|\| style="text-align:left;" \| S. González N. Skupski | 1/8 de finale H. Heliövaara \|\| Forfait                                       | Victoire H. Heliövaara   | M. Purcell J. Thompson   | 1/8 de finale H. Heliövaara \|\| style="text-align:left;" \| W. Koolhof N. Mektić |           |         |         |
| 2025  |                                                                                  |                                                                                |                          |                          | 1/4 de finale H. Heliövaara \|\| style="text-align:left;" \| J. Cash L. Glasspool |           |         |         |

N.B. : le nom du partenaire se trouve sous le résultat ; le nom des ultimes adversaires se trouve à droite.

### En double mixte
| Année | Open d'Australie                                                              | Open d'Australie                       | Internationaux de France                                                            | Internationaux de France | Wimbledon                                                                        | Wimbledon | US Open | US Open |
| ----- | ----------------------------------------------------------------------------- | -------------------------------------- | ----------------------------------------------------------------------------------- | ------------------------ | -------------------------------------------------------------------------------- | --------- | ------- | ------- |
| 2024  | —                                                                             | —                                      | —                                                                                   | —                        | 2e tour (1/8) O. Nicholls \|\| style="text-align:left;" \| E. Routliffe M. Venus | —         | —       |         |
| 2025  | 1/2 finale O. Nicholls \|\| style="text-align:left;" \| K. Birrell J.P. Smith | 1/4 de finale O. Nicholls \|\| Forfait | 1er tour (1/16) O. Nicholls \|\| style="text-align:left;" \| A. Muhammad A. Molteni | —                        | —                                                                                |           |         |         |

N.B. : le nom de la partenaire se trouve sous le résultat ; le nom des ultimes adversaires se trouve à droite.

## Participation auMasters

### En double
| Année | Ville | Surface    | Partenaire       | Résultats | Résultat final |
| ----- | ----- | ---------- | ---------------- | --------- | -------------- |
| 2024  | Turin | Dur (int.) | Harri Heliövaara | 3v, 1d    | Demi-finale    |

## Classements ATP en fin de saison
| Année          | 2020 | 2021 | 2022 | 2023 |
| Rang en simple | 1157 | 678  | 585  | –    |
| Rang en double | 1979 | 894  | 69   | 69   |

Source : (en) Classements de Henry Patten sur le site officiel de la Fédération internationale de tennis